# Stanisław Henryk Pytliński
Stanisław Henryk Pytliński pseud. Stach (ur. 1865 w Siedlcach, zm. 19 listopada 1923) – literat, prawnik.

## Życiorys

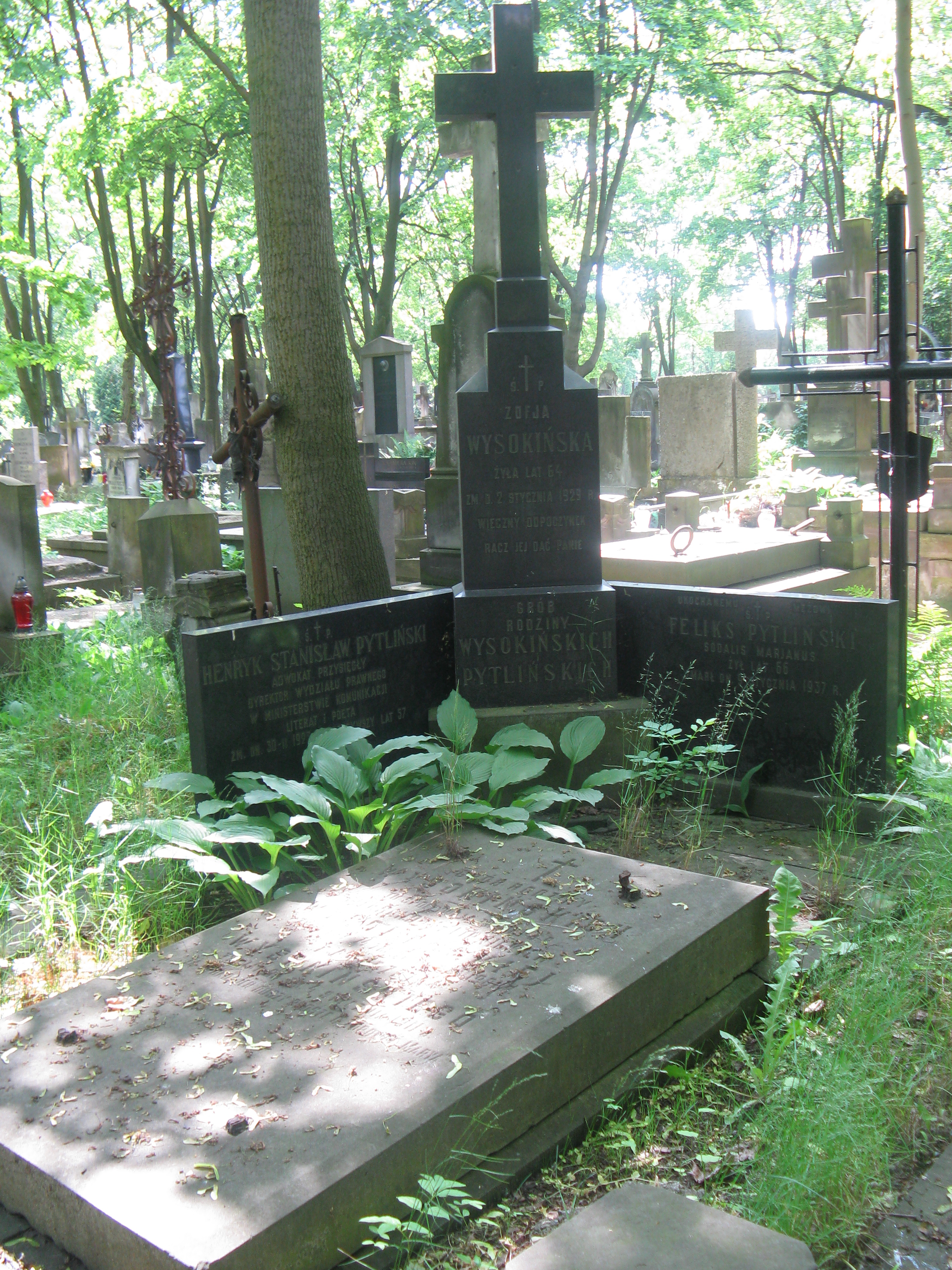
Grób Stanisława Henryka Pytlińskiego na cmentarzu Powązkowskim

Ukończył gimnazjum w Siedlcach, a w 1888 r. Wydział Prawa na Uniwersytecie Warszawskim. Przez wiele lat pracował w wydziale prawnym Kolei Warszawsko-Wiedeńskiej wraz z władzami kolejowymi został w czasie I wojny światowej ewakuowany do Moskwy. Po powrocie do kraju w 1918 r. został radcą prawnym Ministerstwa Komunikacji. Twórczość literacką zapoczątkował poematem Beatus nagrodzonym w 1892 r. w konkursie „Kuriera Codziennego”. Pisał wiersze, bajki, reportaże i drobne utwory poetyckie drukowane w czasopismach i kalendarzach warszawskich: „Tygodniku Mód i Powieści”, „Biesiadzie Literackiej”, „Wieczorach Rodzinnych”, „Kolcach”. Uznanie zyskała jego powieść Koledzy wydana w 1901 r. Za działalność narodowo-oświatową został w 1892 r. aresztowany i na krótko osadzony w Cytadeli Warszawskiej. Był współredaktorem czasopisma „Legion” w 1905 r. i „Tygodnika Podlaskiego” w latach 1906–1907 i „Witezi” w 1908 r. W Moskwie współdziałał przy wydawaniu publikacji zbiorowych Warownia Krzyża, Miasto św. Jana.
W okresie dwudziestolecia międzywojennego był prezesem Związku Pracowników Kolejowych, Członkiem Kasy Literackiej Związku Literatów i Dziennikarzy, sekretarzem Warszawskiego Towarzystwa Artystycznego. Pochowany na cmentarzu Powązkowskim (kwatera 60-1-8/9).